# Baélls
Baélls – gmina w Hiszpanii, w prowincji Huesca, w Aragonii, o powierzchni 39,82 km². W 2011 roku gmina liczyła 123 mieszkańców.